# Frédéric Durand (géographe)
Pour les articles homonymes, voir Frédéric Durand et Durand.
Frédéric Durand, né en 1961 à Versailles, est un géographe français.

## Biographie
Frédéric Durand a soutenu une thèse en 1993 à l'université Paris VII sur Les facteurs de modification et de recul des forêts en Asie du Sud-Est : le cas de l'Indonésie.
En 1994, il est chercheur associé au laboratoire CNRS.
Frédéric Durand est enseignant-chercheur en géographie, à l´université de Toulouse-Le Mirail.

## Publications

### Ouvrages
- Le réchauffement climatique : enjeu crucial du XXIe siècle, Paris, Éditions Ellipses, 2020.
- (en) History of Timor Leste, Chiang-Mai (Thaïlande), Silkworm Books, 2016.
- Balthazar : un prince de Timor en Chine, en Amérique et en Europe au XVIIIe siècle, Éditions des Indes Savantes, 2015.
- (fr) Timor-Leste contemporain, l'émergence d'une nation, (en coédition scientifique avec Benjamin de Araujo e Corte-Real et Christine Cabasset), Éditions des Indes Savantes-IRASEC (Institut de Recherche sur l'Asie du Sud-Est Contemporaine), 2014.
- (en) Maps of Malaya and Borneo: Discovery, Statehood and Progress, Singapour, Éditions Didier Millet, 2013.
- "L'environnement en Indonésie", coordination du no 14 de la revue Le Banian, décembre 2012.
- (pt) Timor-Leste : un nouvel État enraciné depuis des siècles dans l’histoire mondiale, catalogue d'exposition trilingue (français/portugais/anglais), Éditions Arkuiris/Timor Aid, 2012..
- (fr) Timor-Leste. Premier Etat du 3e millénaire, Editions Belin-La Documentation Française, 2011
- (pt) Timor-Leste, Um País no Cruzamento da Ásia e do Pacífico, Um atlas histórico-geográfico, Lidel Editions, Lisboa-Portugal, 2010
- (pt) História de Timor-Leste : da Pré-História à Actualidade, Lidel Editions, Lisboa-Portugal, 2010
- (fr) 42000 ans d'histoire de Timor-Est, Arkuiris, 2009
- (en) East Timor, how to build a new nation in Southeast Asia in the 21st century?, avec Christine Cabasset-Semedo, IRASEC-CASE, 2009
- (fr) Timor-Leste en quête de repères. Perspectives économico-politiques et intégration régionale, Arkuiris-IRASEC, 2008
- (fr) La décroissance: rejet ou projets? Croissance et développement durable en question, Ellipses, 2008
- (fr) Le réchauffement climatique en débats, incertitudes, acquis et enjeux, Ellipses, 2007
- (fr) Cartes et cartographies en Asie du Sud-Est, avec Marie-Sybille de Vienne (Eds), Revue Péninsule, 2007
- (fr) Timor 1250-2005: 750 ans de cartographie et de voyages, Arkuiris-IRASEC, 2006
- (en) East Timor, a country at the crossroads of Asia and the Pacific, Silkworm Books-IRASEC, 2006
- (fr) Agriculture, environnement et sociétés sur les Hautes Terres du Viêt Nam, avec Rodolphe De Koninck et Frédéric Fortunel (eds), Arkuiris-IRASEC, 2005
- (fr) Catholicisme et protestantisme dans l'île de Timor: 1556-2003; construction d'une identité chrétienne et engagement politique contemporain, Arkuiris-IRASEC, 2004
- (fr) Timor Lorosa'e, pays au carrefour de l'Asie et du Pacifique, un atlas géo-historique, Presses universitaires de Marne-la-Vallée, IRASEC, 2002
- (fr) La Jungle, la Nation et le Marché, chronique indonésienne, Éditions l´Atalante, 2001 (Collection "Comme un accordéon")
- (fr) Indonésie - un demi-siècle de construction nationale, avec Françoise Cayrac-Blanchard et Stéphane Dovert (Eds), Harmattan, 2000
- (fr) Littérature et bandes dessinées fantastiques sur le monde malais, Harmattan, 1996
- (fr) Les forêts en Asie du Sud-Est, Recul et exploitations, le cas de l'Indonésie, Harmattan, 1994

### Principaux articles
- Climat, une conférence à la recherche du temps perdu, in Le Monde diplomatique, novembre 2021. https://www.monde-diplomatique.fr/2021/11/DURAND/63991
- Démographie et santé : les défis majeurs du réchauffement climatique, in revue Diplomatie, Les Grands dossiers n°51, juin-juillet 2019.
- L'Indonésie face aux défis agricoles mondiaux, in revue Diplomatie, Les Grands dossiers n°49, février-mars 2019.
- Autorité royale et pouvoir féminin traditionnels dans l’île de Timor, in revue Plural Pluriel n°19, 2018. https://www.pluralpluriel.org/index.php/revue/article/view/185
- De la durabilité à la résilience dans les villes asiatiques, vingt-cinq ans de réflexion, in Leducq (D.), Scarwell (H.-J.) & Ingallina (P.) (dir.), Modèles de la ville durable en Asie. Utopies, circulation des pratiques, gouvernance, P.I.E. Peter Lang – Ecopolis vol.29, Bruxelles, 2017.
- Forêts et environnement en Indonésie, vers la prise de conscience de limites, in Madinier (R.) (Ed.), Indonésie contemporaine, éditions des Indes Savantes-IRASEC, Paris-Bangkok, 2016.
- Une économie est-timoraise plus prometteuse que ses ‘‘réductions’’ statistiques, in Araujo e Corte-Real (B. de), Cabasset (C.) et Durand (F.) (Eds), Timor-Leste contemporain, éditions des Indes Savantes-IRASEC.
- L'insaisissable biodiversité malaisienne, in revue Péninsule no 66, 2013, pp. 189–200.
- (fr) L'essor des préoccupations environnementales en Amérique du Nord, avec Julie Celnik in: Giband (David), L'Amérique du Nord au XXIe siècle, éditions Ellipses, Paris, 2012.
- (fr) Réchauffement climatique : le Nord n’est pas moins concerné que le Sud, in Territoires en mouvement, no 14-15, 2012.
- (en) Three centuries of violence and Struggle in East-Timor 1726-2008, http://www.massviolence.org/IMG/article_PDF/Three-centuries-of-violence-and-struggle-in-East-Timor-1726.pdf, published on October 2011.
- (fr) Les tristes escales du capitaine Baudin. La première grande expédition scientifique à Timor, in Etudes sur le XVIIIe siècle, no 38, Bruxelles, 2010.
- (fr) Timor-Leste Face à la Récurrence des Crises : Failed State, ou pays en quête de projet?, Lusotopie, Volume 16, no 2, 2009.
- (fr) Le catholicisme à Timor-Est : religion de lutte ou foi inculturée, in Jobin (Paul) (Ed.), Démocratie, modernité et christianisme en Asie, Les Indes savantes, Paris, 2008.
- Frédéric Durand et Romain Pirard, « Quarante ans de politiques forestières en Indonésie, 1967-2007 : mise en valeur des ressources ou capture par les élites? », Cahiers d'Outre-Mer, no 244,‎ 2008, p. 407-431 (ISBN 978-2-86781-468-6, lire en ligne)
- (fr) La cartographie de l’Asie du Sud-Est du XVe au XVIIe siècle, in Péninsule, no 54, 2007.
- (fr) Crises environnementales et espaces forestiers transnationaux en Asie du Sud-Est, in Taillard (Christian) (Ed.), Intégrations régionales en Asie Orientales, Editions Les Indes Savantes, Paris, 2004.
- (fr) 'Petitesse' et 'pauvreté' des peuples : caution ou alibi des puissants et de ceux qui les servent : le cas de Timor Oriental, in Outre-Terre, no 6, 2003.
- (fr) Les mètres cubes de bois et de carbone qui cachent les forêts tropicales, de l’espace-vie aux enjeux écolo-financiers mondiaux, in Histoire et Anthropologie, no 25, 2002.
- (fr) Timor Lorosa'e 1930-2001 : partis politiques et processus électoraux à hauts risques, in Aséanie, no 8, 2001.
- (fr) L'Asie du Sud-Est, une aire à géographie variable, in Limes no 5, 2000.
- (en) A New Silk Road, A New Word in Euro-Asian Relations, in Heartland, Hong Kong, Eurasian Review of Geopolitics, no 1, 2000.
- (fr) La gestion des forêts en Indonésie, trois décennies d'expérimentation hasardeuse (1967-1998), in Bois et Forêts des Tropiques , no 262, 1999.
- (fr) La question foncière aux Indes Néerlandaises, enjeux économiques et luttes politiques (1619-1942), in Revue Archipel, no 57, 1999.
- (fr) Exploitation et dégradation des forêts indonésiennes : la "dérive orientale", in Les Cahiers d'Outre-Mer, no 204, 1998.
- (fr) Les forêts indonésiennes à l’orée de l'an 2000, un capital en péril, in Hérodote, no 88, 1998.
- (en) Farmer Strategies and Agricultural Development: the Choice of Cocoa in Eastern Indonesia, in Ruf (François) & Siswoputranto (P.S.) (Eds), Cocoa Cycles, The Economics of Cocoa Supply, Woodhead Publishing Ltd, Londres, 1995.
- (fr) Trois siècles dans l'île du teck, les politiques forestières aux Indes Néerlandaises (1602-1942), in Revue Française d'Histoire d'Outre-Mer, no 299, 1993.